# Reichardia
Reichardia Roth, 1787 è un genere di piante angiosperme dicotiledoni della famiglia delle Asteraceae.

## Etimologia
Il nome generico (Reichardia) è stato dato in onore al medico naturalista di Francoforte J.J. Reichard (1743 - 1782)

Il nome scientifico di questo genere è stato proposto per la prima volta dal fisico e botanico germanico Albrecht Wilhelm Roth (1757 - 1834) nella pubblicazione "Botanische Abhandlungen und Beobachtungen" del 1787.

## Descrizione

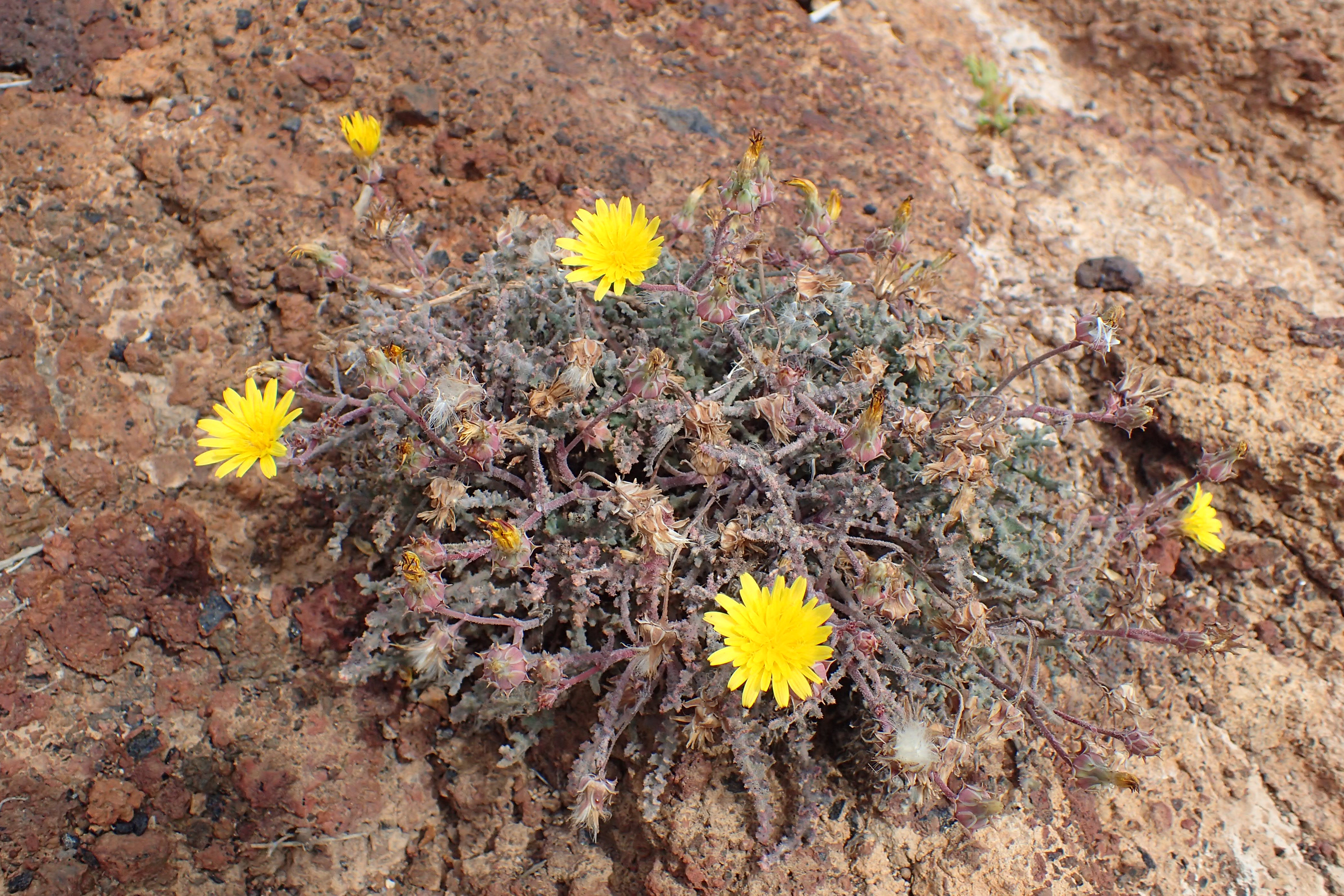
Il portamento
Reichardia crystallina

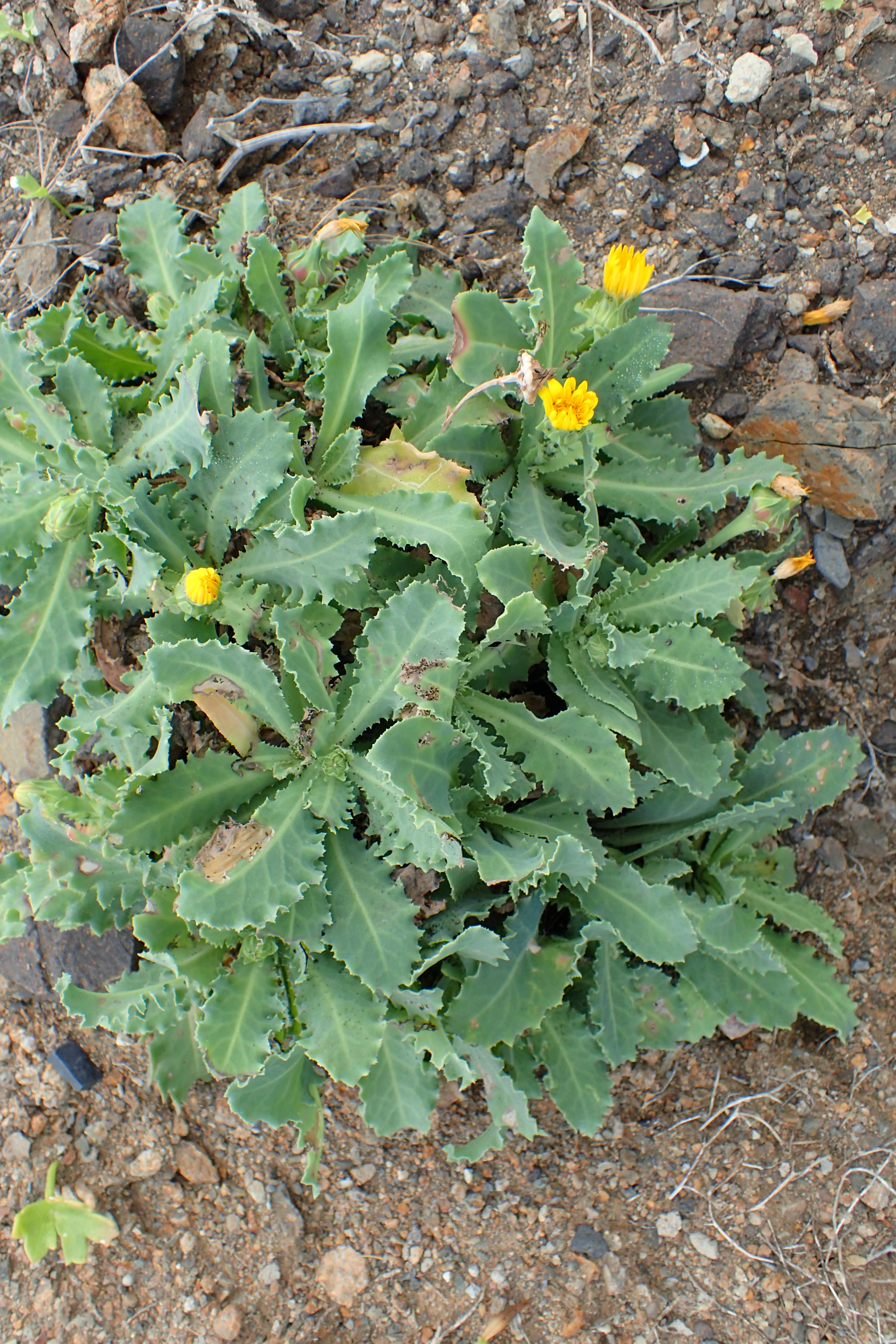
Le foglie
Reichhardia ligulata

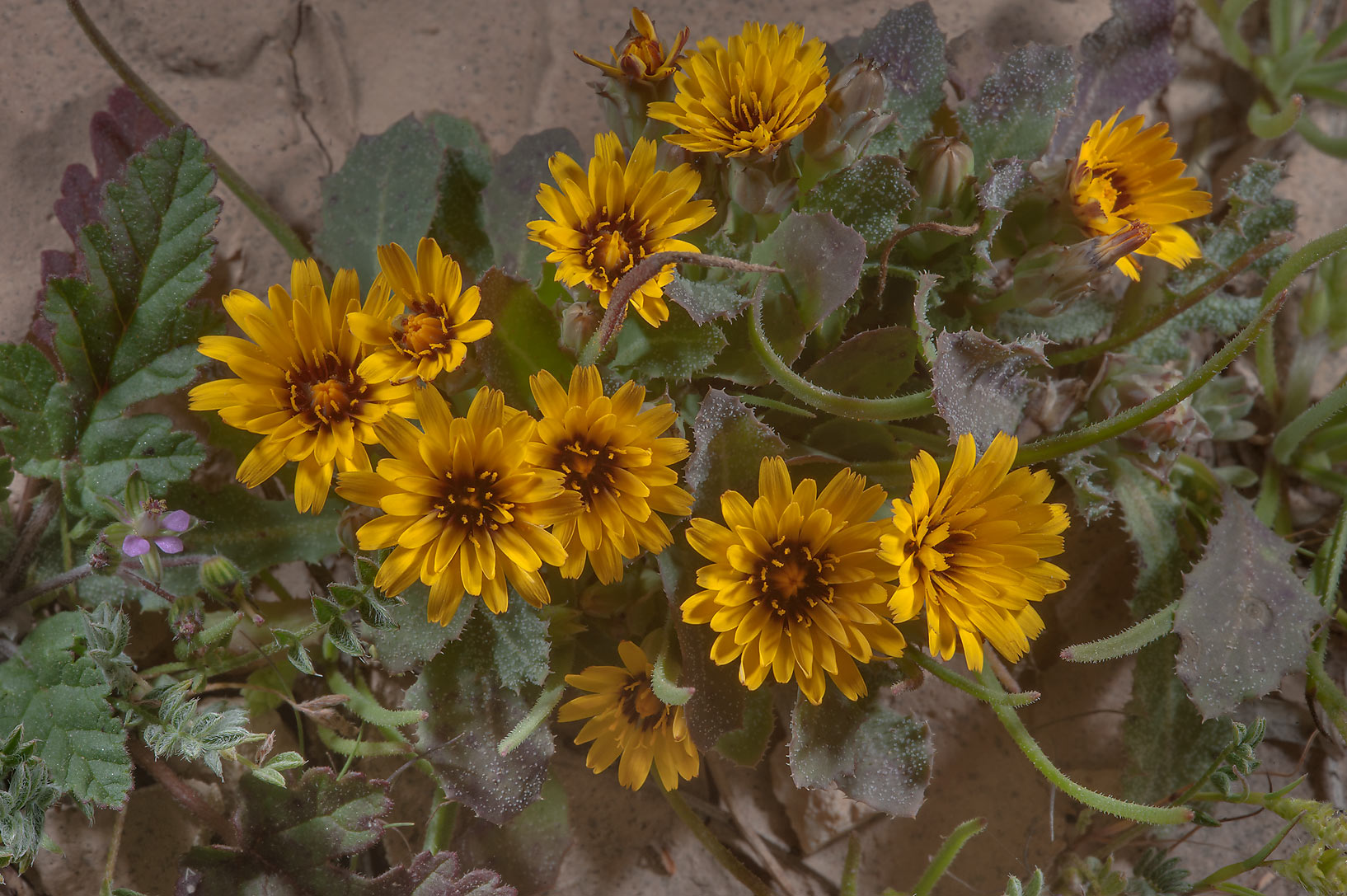
Infiorescenza
Reichardia tingitana

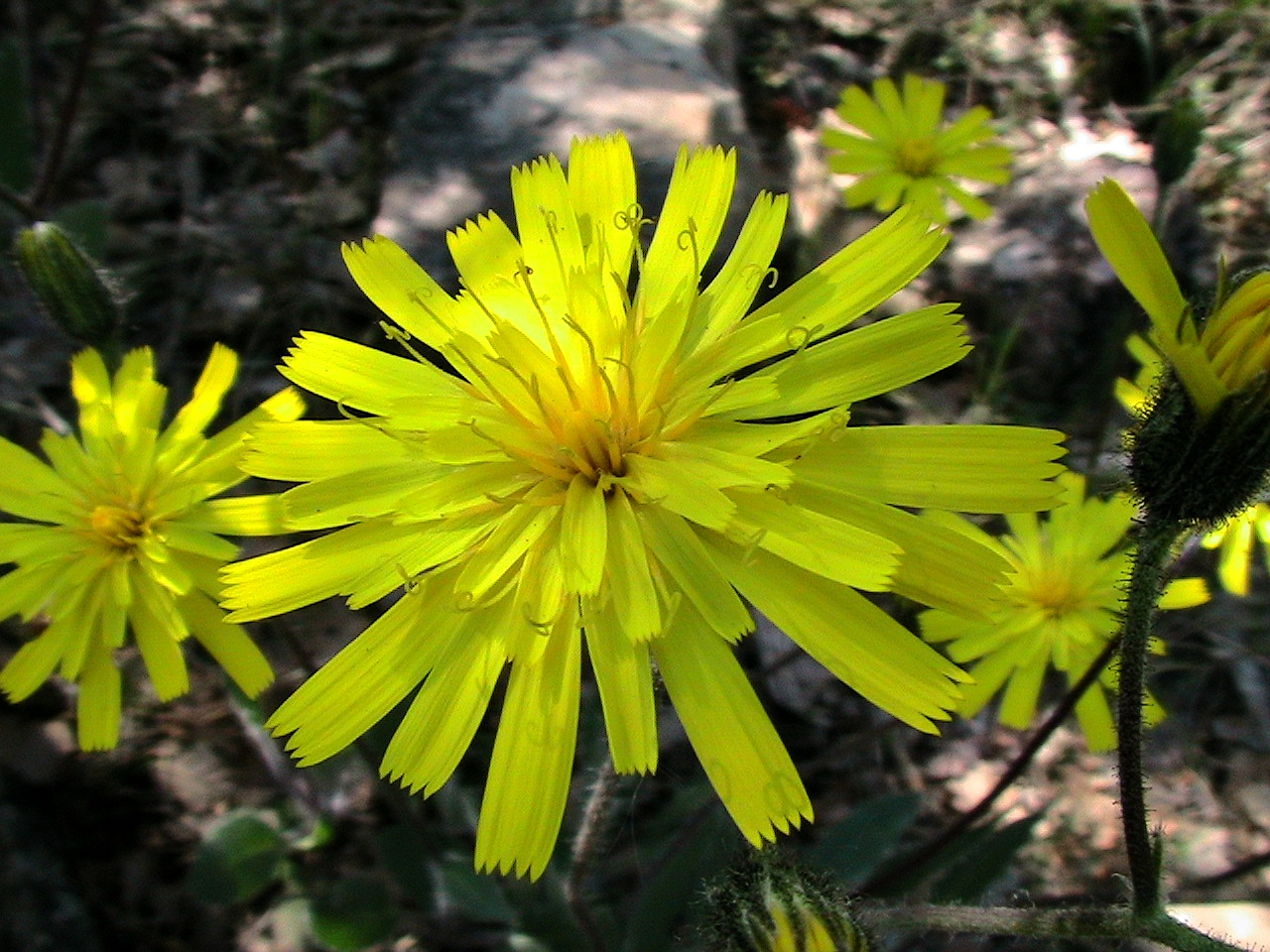
I fiori
Reichardia picroides

Habitus. La forma biologica è emicriptofita scaposa (H scap) oppure terofita scaposa (T scap), ossia sono piante a ciclo biologico perenne/annuale, con gemme svernanti al livello del suolo e protette dalla lettiera o dalla neve, spesso sono dotate di un asse fiorale eretto e privo di foglie.
Fusto.
- Parte ipogea: la parte sotterranea è legnosa e ingrossata. Le radici sono secondarie da rizoma.
- Parte epigea: la parte aerea del fusto è eretta e più o meno ramosa. Queste piante sono alte fino a 5 dm.

Foglie. Le foglie lungo il caule sono disposte in modo alterno e sono variabili: si possono avere foglie lobate con lamina a contorno più o meno lanceolato, oppure sono lineari con diversi lobi sporgenti per lato, oppure la lamina è decisamente pennatosetta, oppure lirata o anche continua appena sinuata oppure i margini sono dentati e terminano con un mucrone cartilagineo (sono quasi spinose). Può essere presente una rosetta basale e alcune lacinie laterali. Le foglie cauline sono poche e spaziate; in genere sono progressivamente ridotte. In alcune specie le foglie hanno una consistenza più carnosa.
Infiorescenza. Le infiorescenze sono composte da capolini isolati con peduncoli che si espandono verso l'alto. I capolini sono formati da un involucro a forma piriforme alla base e cilindrico in alto composto da brattee (o squame) disposte in modo embricato su 1 - 2 serie all'interno delle quali un ricettacolo fa da base ai fiori tutti ligulati. Il ricettacolo è nudo, senza pagliette a protezione della base dei fiori. Le squame possono essere scariose.
Fiore. I fiori sono tutti del tipo ligulato (il tipo tubuloso, i fiori del disco, presente nella maggioranza delle Asteraceae, qui è assente), sono tetra-ciclici (ossia sono presenti 4 verticilli: calice – corolla – androceo – gineceo) e pentameri (ogni verticillo ha 5 elementi). I fiori sono ermafroditi e zigomorfi.
- Formula fiorale:

*/x K {\displaystyle \infty }, [C (5), A (5)], G 2 (infero), achenio
- Calice: i sepali del calice sono ridotti ad una coroncina di squame.
- Corolla: le corolle sono formate da una ligula terminante con 5 denti; il colore è giallo; le corolle esterne nella parte abassiale sono brune o purpuree.
- Androceo: gli stami sono 5 con filamenti liberi, mentre le antere sono saldate in un manicotto (o tubo) circondante lo stilo.[14] Le antere alla base sono acute. Il polline è tricolporato.[15]
- Gineceo: lo stilo è filiforme con peli sul lato inferiore. Gli stigmi dello stilo sono due divergenti e ricurvi con la superficie stigmatica posizionata internamente (vicino alla base).[16] L'ovario è infero uniloculare formato da 2 carpelli.

Frutti. I frutti sono degli acheni con pappo. Gli acheni sono troncati all'apice (senza becco), ristretti alla base, striati e con 4 coste; in alcune specie sono inoltre dimorfici: quelli dei fiori più esterni sono di colore scuro con la superficie ricoperta da grossi bitorzoli allineati (acheni tubercolati), quelli dei fiori più interni hanno un colore più chiaro con superficie liscia. Il pappo è formato da peli semplici connati alla base (facilmente si staccano tutti assieme).

## Biologia
- Impollinazione: l'impollinazione avviene tramite insetti (impollinazione entomogama tramite farfalle diurne e notturne).
- Riproduzione: la fecondazione avviene fondamentalmente tramite l'impollinazione dei fiori (vedi sopra).
- Dispersione: i semi (gli acheni) cadendo a terra sono successivamente dispersi soprattutto da insetti tipo formiche (disseminazione mirmecoria). In questo tipo di piante avviene anche un altro tipo di dispersione: zoocoria. Infatti gli uncini delle brattee dell'involucro si agganciano ai peli degli animali di passaggio disperdendo così anche su lunghe distanze i semi della pianta.

## Distribuzione e habitat
La distribuzione di questo genere è Eurasiatica: Europa del Sud, Asia (Vicino Oriente fino al Subcontinente indiano), Africa mediterranea; alcune specie si trovano anche in Australia.

## Tassonomia
La famiglia di appartenenza di questa voce (Asteraceae o Compositae, nomen conservandum) probabilmente originaria del Sud America, è la più numerosa del mondo vegetale, comprende oltre 23.000 specie distribuite su 1.535 generi, oppure 22.750 specie e 1.530 generi secondo altre fonti (una delle checklist più aggiornata elenca fino a 1.679 generi). La famiglia attualmente (2021) è divisa in 16 sottofamiglie.

### Filogenesi
Il genere di questa voce appartiene alla sottotribù Hyoseridinae della tribù Cichorieae (unica tribù della sottofamiglia Cichorioideae). In base ai dati filogenetici la sottofamiglia Cichorioideae è il terz'ultimo gruppo che si è separato dal nucleo delle Asteraceae (gli ultimi due sono Corymbioideae e Asteroideae). La sottotribù Hyoseridinae fa parte del "quarto" clade della tribù; in questo clade è in posizione "basale" vicina alla sottotribù Lactucinae.
I caratteri più distintivi per questa sottotribù (e quindi per i suoi generi) sono:
- le foglie delle rosette basali sono profondamente dentate;
- la forma dell'achenio varia da ellissoide-fusiforme a oblunga-obovoide;
- il pappo può essere dimorfico (formato da setole e peli cotonosi);
- il pappo è formato da setole sottili e flessibili.

In base alle ultime ricerche di tipo filogenetico sul DNA, di alcune parti della pianta, questo genere attualmente è descritto all'interno della sottotribù Hyoseridinae Less. e risulta formare un “gruppo fratello” con i generi Sonchus L. e Launeae Cass.(questi due ultimi generi rappresentano il "core" della sottotribù). Tradizionalmente, in precedenza, questo genere era descritto all'interno della sottotribù Sonchinae (nuova sottotribù definita dal botanico Bremer nel 1997, alcuni generi della quale attualmente sono confluiti in Hyoseridinae).
Un recente studio sempre di analisi di tipo filogenetico sul DNA dei cloroplasti ha permesso di stabilire le relazioni interne tra alcune delle specie di questo genere. Il genere risulta diviso in due cladi principali: Reichardia intermedia e Reichardia picroides da un lato e Reichardia tingitana, Reichardia gaditana, Reichardia ligulata e Reichardia crystallina dall'altro. È stato stimato inoltre che il tempo di divergenza dal genere vicino Launeae è di circa 28 milioni di anni (più o meno a metà Oligocene).
I caratteri distintivi per le specie di questo genere sono:
- i capolini sono abbastanza grandi e con molti fiori;
- i peduncoli nella parte distale sono ingrossati;
- le brattee dell'involucro hanno i margini scariosi;
- gli acheni sono eteromorfi con spesse sporgenze tubercolari.

Il numero cromosomico delle specie di questo genere varia: 2n = 14, 16 e 18.

### Specie spontanee italiane
In Italia sono presenti le seguenti specie di questo genere:
- Reichardia tingitana (L) Roth - Grattalingua marocchina: si distingue per i margini delle squame dell'involucro scariosi larghi fino a 2 mm, per le corolle gialle e purpuree alla base della ligula, per gli acheni non dimorfici, scuri e tubercolati; l'altezza delle piante varia da 5 a 40 cm; il ciclo biologico è bienne; la forma biologica è emicriptofita bienne (H bienn); il tipo corologico è Canarie / Sud Mediterraneo / Sud Ovest Asiatico / Sud Est Africano; l'habitat tipico sono gli incolti aridi nei pressi dei litorali marini; la distribuzione sul territorio italiano è relativa alla sola Lampedusa.

- Reichardia intermedia (Sch. Bip.) Samp. - Grattalingua annuale: si distingue per gli acheni dimorfi, per i margini delle squame dell'involucro scariosi larghi 0,5 - 1,3 mm, per le ligule esterne con una banda verdastra e per le foglie indivise e lobate solo alla base; l'altezza delle piante varia da 10 a 45 cm; il ciclo biologico è annuo; la forma biologica è terofita scaposa (T scap); il tipo corologico è Saharo-Sindico; l'habitat tipico sono i pascoli aridi e i bordi delle vie su terreno argilloso; è una pianta rara e la distribuzione sul territorio italiano è relativa al Sud (soprattutto Sicilia) fino ad una altitudine di 600 m s.l.m..

Le specie seguenti fanno parte del "Complesso di R. picroides" caratterizzato da piante perenni, dalle ligule esterne con una banda rosata, dalle foglie profondamente lobate o incise, dalle foglie verdi o glauche, dalle brattee involucrali con un margine scarioso di 0,1 - 0,5 mm e dagli acheni dimorfi (solamente gli esterni sono tubercolati).
- Reichardia picroides (L) Roth - Grattalingua comune: è una pianta erbacea raramente legnosa alla base; le foglie hanno una consistenza tenue o subcarnosa; l'altezza varia da 10 a 45 cm; il ciclo biologico è perenne; la forma biologica è emicriptofita scaposa (H scap); il tipo corologico è Euri-Mediterraneo; l'habitat tipico sono le rupi marittime, gli incolti aridi, i muri e le aree lungo le vie; la distribuzione sul territorio italiano è quasi completa (meno frequente al nord) fino ad una altitudine di 1.000 m s.l.m..

Sandro Pignatti nella pubblicazione "Flora d'Italia", all'interno del "Complesso di R. picroides", elenca anche la specie Reichardia crassifolia (Willk.) Guarino et Pignatti, 2019, che altre checklist considerano un sinonimo di R. picroides. Questa pianta è caratterizzata da un portamento suffruticoso (legnosa alla base) con foglie a consistenza carnosa, colorazione glauca e un mucrone cartilagineo all'apice dei dentelli delle foglie. L'altezza varia da 1 a 3 dm; il ciclo biologico è perenne; la forma biologica è camefita suffruticosa (Ch suffr); il tipo corologico è Centro-Mediterraneo; l'habitat tipico sono le rupi marittime e le scogliere dei litorali; la distribuzione sul territorio italiano è relativa alla Sicilia e Lampedusa fino ad una altitudine di 10 - 100 m s.l.m..

#### Specie della zona alpina
Delle 4 specie spontanee della flora italiana solo una vive sull'arco alpino. La tabella seguente mette in evidenza alcuni dati relativi all'habitat, al substrato e alla distribuzione delle specie alpine..
| Specie | Comunità vegetali | Piani vegetazionali | Substrato  | pH     | Livello trofico | H2O   | Ambiente | Zona alpina |
| --- | ----------------- | ------------------- | ---------- | ------ | --------------- | ----- | -------- | ----------- |
| Reichardia picroides | 9                 | collinare           | Ca - Ca/Si | basico | basso           | arido | B1 B2 C2 | IM SV TO    |
| Legenda e note alla tabella. Substrato: con “Ca/Si” si intendono rocce di carattere intermedio (calcari silicei e simili). Zona alpina: vengono prese in considerazione solo le zone alpine del territorio italiano (sono indicate le sigle delle province). Comunità vegetali: 9 = comunità a emicriptofite e camefite delle praterie rase magre secche. Ambienti: B1 = campi, colture e incolti; B2 = ambienti ruderali, scarpate; C2 = rupi, muri e ripari sotto roccia. |                   |                     |            |        |                 |       |          |             |

### Specie Euro-Mediterranee
In Europa e nell'areale del Mediterraneo sono presenti le seguenti specie (a parte quelle della flora spontanea italiana):

- Reichardia crystallina (Sch. Bip.) Bramwell, 1970 - Distribuzione: Isole Canarie
- Reichardia dichotoma (DC.) Freyn, 1892 - Distribuzione: Europa orientale, Penisola Balcanica, Transcaucasia e Anatolia
- Reichardia famarae M. J. Gallego & Talavera, 1980 - Distribuzione: Isole Canarie
- Reichardia gaditana (Willk.) Samp., 1909 - Distribuzione: Penisola Iberica, Marocco e Algeria
- Reichardia ligulata (Vent.) G. Kunkel & Sunding, 1972 - Distribuzione: Isole Canarie

### Elenco completo delle specie del genere
Il genere comprende le 10 seguenti specie:
- Reichardia albanica F.Conti & D.Lakuic
- Reichardia crystallina  (Sch.Bip. ex Sch.Bip.) Bramwell
- Reichardia dichotoma  (DC.) Freyn
- Reichardia famarae  Bramwell & G.Kunkel ex M.J.Gallego & Talavera
- Reichardia gaditana  (Willk.) Samp.
- Reichardia intermedia  (Sch.Bip.) Samp.
- Reichardia ligulata  (Vent.) G.Kunkel & Sunding
- Reichardia macrophylla Vis. & Pancic
- Reichardia picroides  (L.) Roth
- Reichardia tingitana  (L.) Roth

### Sinonimi
L'entità di questa voce ha avuto nel tempo diverse nomenclature. L'elenco seguente indica alcuni tra i sinonimi più frequenti:
- Picridium Desf.

### Generi simili
Un genere simile a quello di questa voce è Hieracium L., ma Reichardia si distingue per gli acheni striati e bitorzoluti e per il pappo formato da setole connate alla base (in genere si staccano tutte assieme).
Altri generi simili a Reichardia sono:
- Launaea Cass. si distingue per le squame dell'involucro con un margine largamente membranoso e per la forma degli acheni (subcilindrici con 4 dentelli basali).
- Sonchus L. si distingue per i capolino "pauciflori" e per gli acheni compressi.
- Hyoseris L. si distingue per la rosetta basale delle foglie, il capolino unico, le squame dell'involucro disposte su una sola serie e per il pappo formato da una coroncina di scaglie ed alcune setole.
- Aposeris Cass. si distingue per l'achenio sormontato da un becco e il pappo nullo.